# Uniwersytet An-Nilajn
Uniwersytet An-Nilajn (arab. ‏جامعة النيلين‎) – uczelnia publiczna znajdująca się w Chartumie, stolicy Sudanu. Został założony w 1955 roku jak oddział Uniwersytetu Kairskiego. 13 marca 1993 dekretem prezydenckim został przekształcony w Uniwersytet An-Nilajn.
W 2012 roku na uczelni studiowało 47 365 studentów. Uniwersytet jest również członkiem Federacji Uniwersytetów Świata Islamu (FUIW).

## Wydziały
źródło: strona uniwersytetu
- informatyki i technologii informacyjnych
- sztuki
- prawa
- farmacji
- medycyny
- inżynierii
- optyki
- edukacji
- laboratoryjnych nauk medycznych
- handlu
- nauk i technologii
- nauk matematycznych i technik statystycznych
- technologii rolnictwa i ichtiologii
- ropy i minerałów
- rozwoju społecznego
- ekonomii i nauk społecznych
- stomatologii
- pielęgniarstwa
- fizjoterapii